# Helmuth Closs
Helmuth Closs (? — ?) foi um político brasileiro.
Foi eleito deputado estadual, pelo Partido de Representação Popular, para as 37ª e 38ª Legislaturas da Assembleia Legislativa do Rio Grande do Sul, de 1947 a 1955.